# Ogretin, Prahova
Ogretin este un sat în comuna Drajna din județul Prahova, Muntenia, România.
Așezarea este atestată documentar în 1486-1487.
În 2011, așezarea avea 792 de locuitori.
Numele satului Ogretin se crede că provine din cuvintele „o grădină”, acest sat fiind grădina principală a Castrului Roman de pe Gradiște, apoi a primilor moșneni Drăjneni care au deținut și pământul din satul Ogretin care a fost înființat mai târziu de Dragomir Comișel, fratele lui Stan Sutașul, ambii din Familia Pânteștilor din Drajna.